# Henri Daniel Guyot (1753-1828)

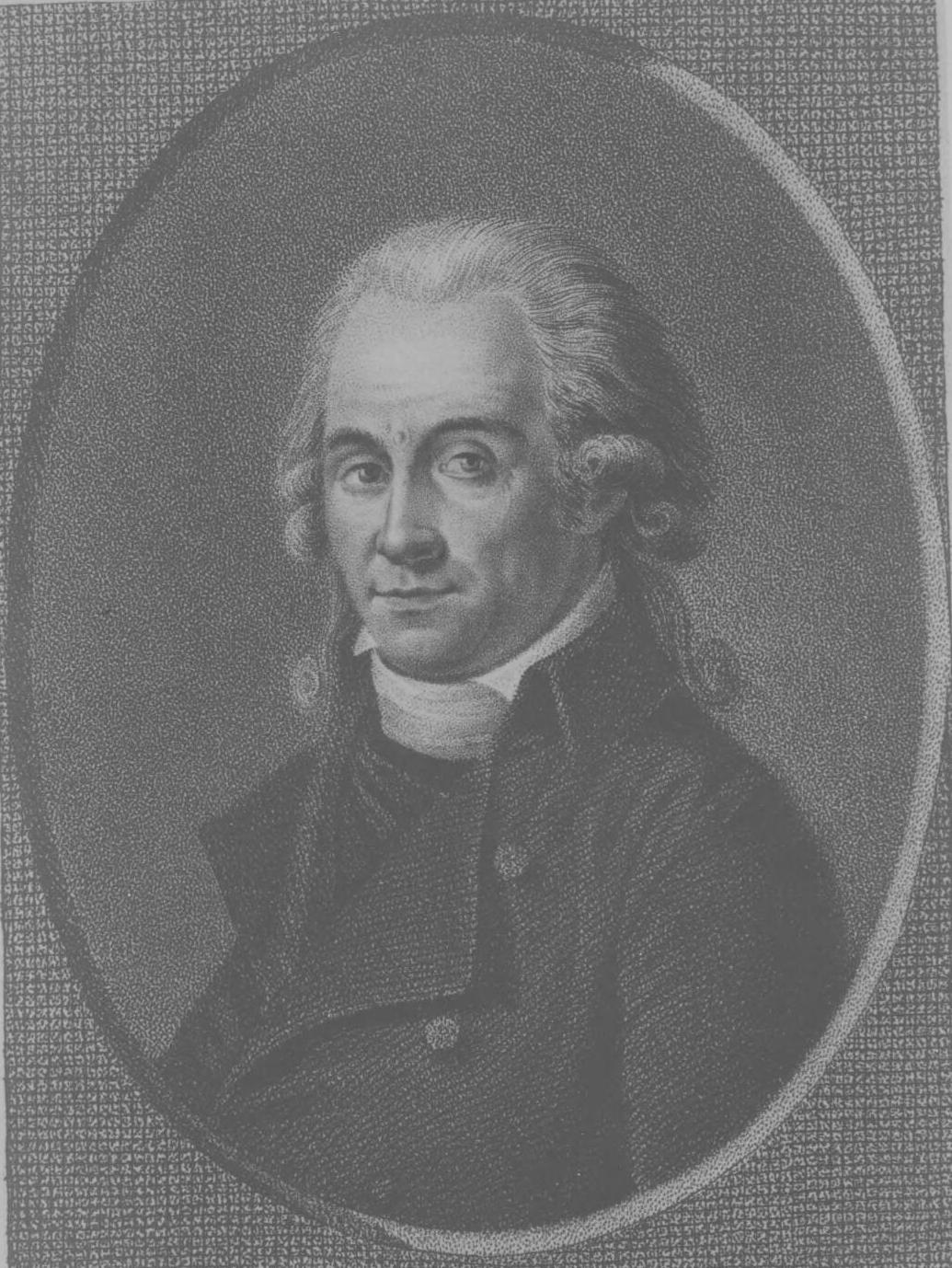
Prof. dr. Henri Daniel Guyot

Henri Daniel Guyot (Blegny, 25 november 1753 - Groningen, 10 januari 1828) was predikant van de Waalse gemeente in Groningen. Hij is bekend vanwege zijn pionierswerk met wat toentertijd 'doofstommen' werd genoemd.

## Levensloop

### Jeugd en opleiding
Hij werd geboren in het gehucht Trois Fontaines bij Blegny, tussen Luik en Maastricht, destijds gelegen in het Land van Dalhem in Staats-Overmaas. Hij bezocht de Latijnse Stadsschool en het Athenaeum Illustre in Maastricht. Daarna studeerde hij aan de Universiteit van Franeker. Vanaf 1777 was hij predikant van de Waalse gemeente in Groningen. In 1781 verhuisde hij naar die stad.

### Oprichting Dovenschool

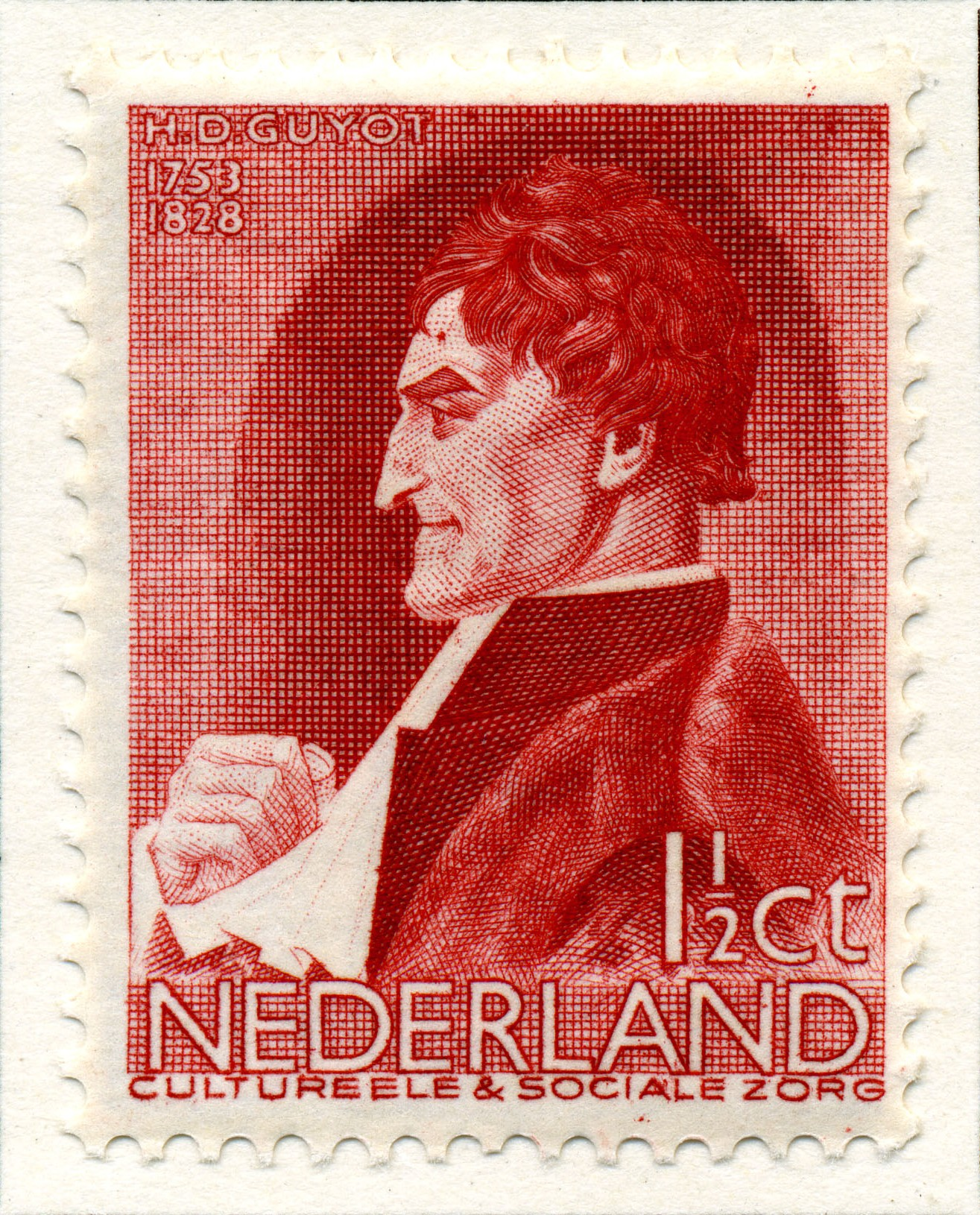
Zomerpostzegel 1935

Hij vond onderwijs voor doven belangrijk. Daarom richtte hij op 14 april 1790, samen met Willem Hora Siccama, Gerrit van Olst en Hendrik van Calcar, in Groningen het eerste Instituut voor Doven in Nederland op: het naar hem genoemde Henri Daniel Guyot Instituut. In het begin waren er veertien leerlingen. Guyot stond als leraar zelf voor de klas. De eerste jaren werd in kleine panden les gegeven, achtereenvolgens aan de Brugstraat, de Oude Ebbingstraat en de Turftorenstraat.
In 1808 moest de school door een flinke toename van het aantal leerlingen een groter pand zoeken. In eerste instantie werd een verhuizing naar Haarlem overwogen. Dankzij steun van de provincie en de stad Groningen werd de school aan het westelijke gedeelte van de Ossenmarkt (nu het Guyotplein) gevestigd. De woningen werden in 1819, 1822 en 1838 geleidelijk omgebouwd tot een internaat voor jongens en meisjes. Om het instituut te kunnen bekostigen werden afdelingen in het hele land geopend. Guyot werkte tot aan zijn dood voor zijn instituut. Opvolger was zijn zoon dr. Charles Guyot, die tot 1854 aan het instituut verbonden bleef.

### Ziekte
In de herfst van 1827 werd hij ziek, hetgeen begin januari 1828 verergerde. In de vroege morgen van 10 januari 1828 stierf hij aan gevolgen van zijn ziekte.Hij is begraven op de Zuiderbegraafplaats in Groningen.

## Onderscheidingen

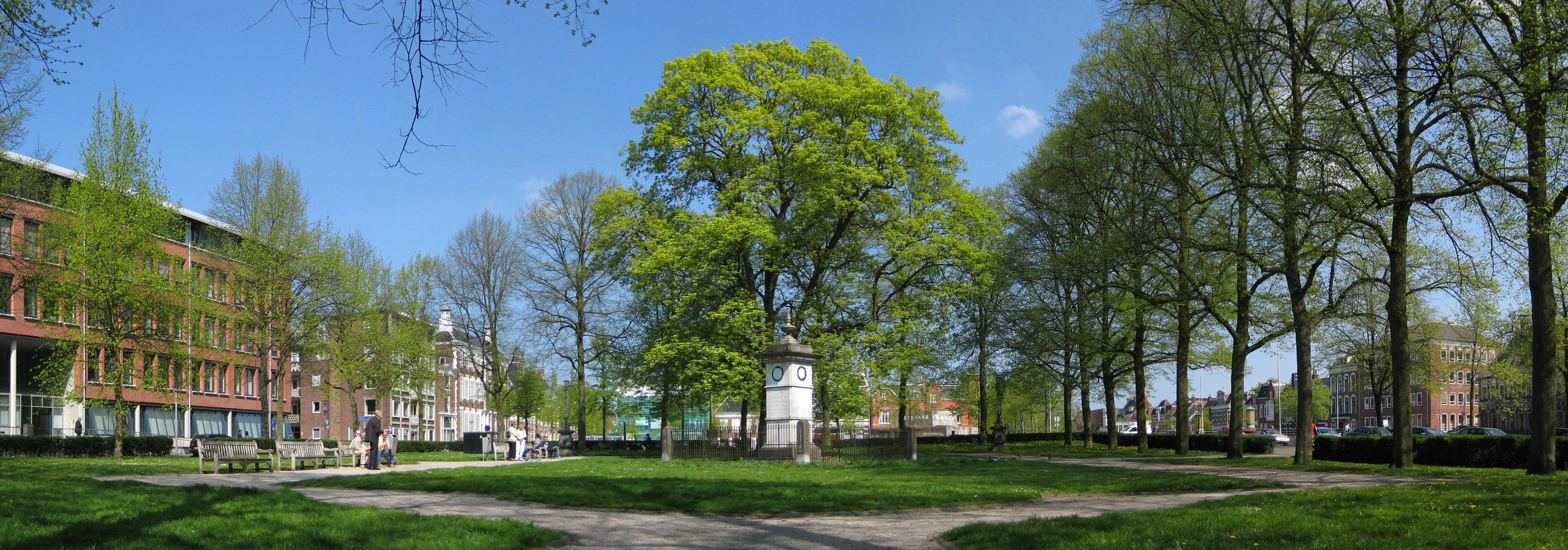
Het Guyotplein in Groningen, met in het midden het aan H.D. Guyot gewijde monument (2009)

In de herfst van 1815 kreeg Guyot volledige erkenning voor zijn werk van Koning Willem I. Bij koninklijke Besluit werd hij tot lid van de faculteit der Letteren en Wijsbegeerte van de Rijksuniversiteit Groningen benoemd, waardoor hij zich hoogleraar mocht noemen. Een jaar eerder was hem al de titel professor honorarius verleend. Verder kreeg hij een koninklijke onderscheiding en werd hij ridder in de Orde van de Nederlandse Leeuw. Ook werd in 1829 voor hem het Guyotmonument opgericht op het Guyotplein in Groningen.